# 野村良意
野村 良意（のむら りょうい、1831年（天保2年） - 1911年（明治44年））は、四日市市天ヶ須賀地区の教育者。江戸時代から明治時代の医師。子供又は孫に医師の野村碩胤がいる。

## 年譜
1831年（天保2年）に、桑名藩領であった朝明郡（富田六郷）天ヶ須賀村に誕生した。野村良意は、1853年（嘉永6年）22歳で同郷の天ヶ須賀の桑名藩のお抱えの医師の御殿医であった田代随造・田代随意親子から内科・外科医学を学び、1856年（安政3年）25歳の時に、大垣藩の尾崎好意塾に入塾して4年間かけて外科専門の医学を学んだ。幕末には医業のかたわら近所の子供に謂われるがままに誘われて寺子屋を開校して、手習いや読書教育をした。教え子は天ヶ須賀村以外に、現在の三重郡川越町の高松村・南北福崎村（北福崎村・南福崎村）・上吉村・同じ富洲原地区の富田一色村・富田六郷の本村である東西富田地域（東富田村・西富田村の富田地域）・茂福村にまでの朝明郡地域の広範囲に及んで、天ヶ須賀学校の母体となる。教え子は300人と多数であった。胸までとどく顎鬚から『ひげさん』のニックネームで親しまれていた。1911年（明治44年）に81歳で死去した。
1904年（明治37年）に、野村良意の医療・教育の徳を讃えて、教え子によって、天ヶ須賀の寺子屋の跡地（天ヶ須賀学校）に『顕彰碑』が建立された。